# Zélia Cardoso de Mello

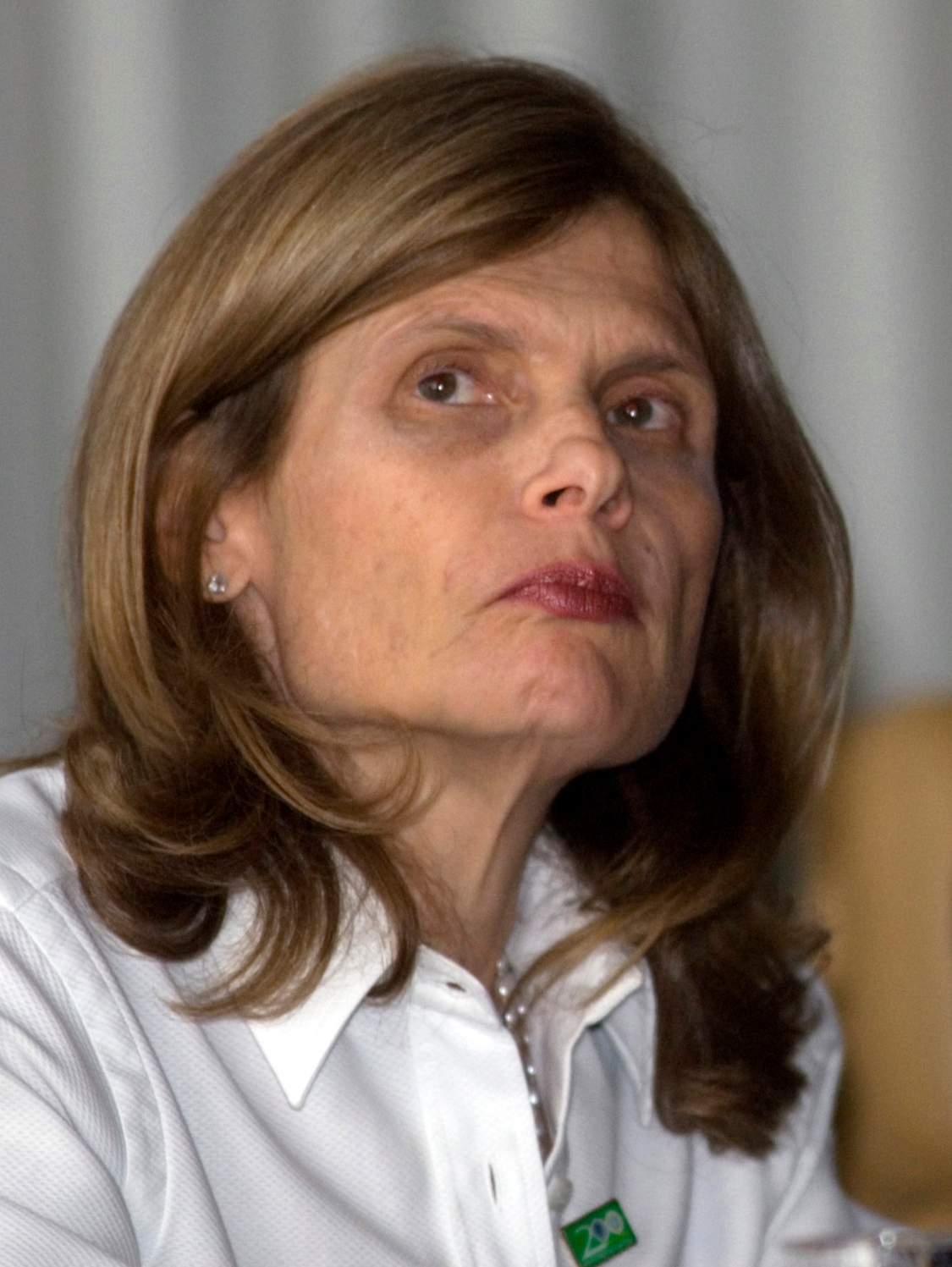
Zélia Cardoso de Mello

Zélia Maria Cardoso de Mello (sinh ngày 20 tháng 9 năm 1953 tại São Paulo) từng là Bộ trưởng Kinh tế Brazil từ 1990 đến 1991 dưới thời Fernando Collor de Mello (không có quan hệ). Bà đã kết hôn với diễn viên hài người Brazil Chico Anysio, và có hai đứa con, Rodrigo và Victoria. Hai người đã ly hôn năm 1998.
Zélia Cardoso de Mello làm việc trong các lĩnh vực học thuật, công cộng và tư nhân ở Brazil. Bà tốt nghiệp FEA-USP, nơi bà cũng có bằng Tiến sĩ Kinh tế. Bà là giáo sư tại Đại học São Paulo trong gần 20 năm. Sự nghiệp chính trị của bà bắt đầu vào năm 1986 khi Dilson Funaro, Bộ trưởng Bộ Tài chính Brazil, mời bà tham gia Đội cố vấn kinh tế của ông với tư cách là Giám đốc của Kho báu quốc gia. Năm 1990, Cardoso de Mello được bổ nhiệm làm Bộ trưởng Kinh tế, Tài chính và Kế hoạch của Brazil dưới thời tổng thống Fernando Collor de Mello. Sau những chỉ trích đáng kể, bà đã từ chức vị trí này vào tháng 5 năm 1991.
Năm 1991, bà phát hành tiểu sử "Zelia, A Passion". Nó trở thành một cuốn sách bán chạy nhất, có lẽ bởi vì, theo một đánh giá, "Nó nói rất ít về cải cách thuế và lạm phát, nhưng rất nhiều về việc khai thác tình dục của Cardoso trong văn phòng." 
Năm 1995, bà chuyển đến thành phố New York và trở thành một học giả thỉnh giảng tại Viện nghiên cứu châu Mỹ Latinh và người Bỉ tại Đại học Columbia. Từ năm 1998, Cardoso de Mello đã phục vụ các vị trí điều hành tại một số công ty tư vấn tài chính lớn tập trung vào Brazil, bao gồm Đầu tư truy cập toàn cầu, Orix và Lily Pond Capital. Sự nghiệp học tập của bà đã hoàn thành tại Trường Kinh doanh và Kinh tế tại Đại học São Paulo, nơi bà nhận bằng đại học, Tiến sĩ, và làm giáo sư đại học. Bà hiện là đối tác tại Aquila Associates có trụ sở tại New York.

## Bộ trưởng Bộ tài chính
Với tư cách là bộ trưởng, Zélia chịu trách nhiệm thực hiện Plano Collor, kết hợp tự do hóa tài chính và thương mại với các biện pháp ổn định lạm phát triệt để. Chính sách ổn định lạm phát tiền tệ được kết hợp với chương trình cải cách thương mại công nghiệp và ngoại thương, Chính sách ngoại thương và công nghiệp (tiếng Bồ Đào Nha: Política Industrial e de Comércio), còn được gọi là PICE, và một chương trình tư nhân hóa được gọi là "Chương trình tư nhân hóa quốc gia" (tiếng Bồ Đào Nha: Programa Nacional de Desestatização), còn được gọi là PND. PICE đã hướng tới việc mở tiếp thị của Brazil sang cạnh tranh nước ngoài đồng thời thúc đẩy đổi mới trong nước, trong khi PND là chương trình tư nhân hóa quy mô lớn đầu tiên ở Brazil, tạo ra gần 4 tỷ USD cho chính phủ và tư nhân hóa 18 công ty nhà nước khác nhau doanh nghiệp.
Theo Carlos Eduardo Carvalho, từ Departamento de economia da Pontifícia Đại học Católica de São Paulo: Bản thân Kế hoạch Collor bắt đầu được định hình bởi các cố vấn của tổng thống vào cuối tháng 12 năm 1989, sau chiến thắng của ông trong cuộc bầu cử. Bản dự thảo cuối cùng có lẽ bị ảnh hưởng mạnh mẽ bởi một tài liệu được thảo luận bởi các cố vấn của ứng cử viên đảng PMDB Ulysses Guimarães, và sau đó là các cố vấn của ứng cử viên đảng PT Luís Inácio Lula da Silva, trong giai đoạn giữa cuộc tổng tuyển cử và tranh cử. Mặc dù có sự khác biệt trong chiến lược kinh tế chung, các ứng cử viên cạnh tranh này đã không xây dựng chính sách ổn định của riêng họ tại thời điểm tăng giá nhanh và nguy cơ siêu lạm phát trong nửa cuối năm 1989. Đề xuất chặn thanh khoản bắt nguồn từ các cuộc tranh luận học thuật và được áp đặt cho các ứng cử viên tổng thống chính.

## liên kết ngoài
- "Collor´s Official web site The Collor Plan". Bản gốc lưu trữ ngày 29 tháng 3 năm 2005. Truy cập ngày 4 tháng 11 năm 2007.
- Phỏng vấn Revista Isto é Dinheiro (tiếng Bồ Đào Nha)[liên kết hỏng]
- Kết quả tốt của tư nhân hóa, Revista Bovespa (tiếng Bồ Đào Nha) Lưu trữ ngày 25 tháng 9 năm 2008 tại Wayback Machine
- Phụ nữ hành động, Revista Bovespa (Bồ Đào Nha) Lưu trữ ngày 4 tháng 11 năm 2008 tại Wayback Machine

| Cơ quan chính phủ             | Cơ quan chính phủ                                               | Cơ quan chính phủ                 |
| ----------------------------- | --------------------------------------------------------------- | --------------------------------- |
| Tiền nhiệm Maílson da Nóbrega | Bộ Tài chính (Brazil) 15 tháng 3 năm 1990 - 10 tháng 5 năm 1991 | Kế nhiệm Marcílio Marques Moreira |